# Coragyps
A Coragyps a madarak (Aves) osztályának újvilági keselyűalakúak (Cathartiformes) rendjébe, ezen belül az újvilági keselyűfélék (Cathartidae) családjába tartozó nem.

## Rendszerezés
A nembe az alábbi 1 élő faj és 1 fosszilis faj tartozik:
- hollókeselyű (Coragyps atratus) (Bechstein, 1793)[1] - típusfaj
- †Coragyps occidentalis[2][3] - kora - késő pleisztocén[4][5]